# Aeropuerto de Nóvgorod
El Aeropuerto de Nóvgorod (también conocido como Nóvgorod Sudoeste o Aeropuerto Yurievo en ruso: Аэропорт Юрьево) (IATA: NVR, ICAO: ULNN) es un aeropuerto ubicado 4 km al sudoeste de Nóvgorod, capital del óblast de Nóvgorod, Rusia. 
En 2004 recibió el (por última vez) el certificado de operación, con el que permaneció activo hasta 2006. Hasta hace poco la zona estaba protegida. Recientemente el terreno ha sido vendido para la construcción de un barrio residencial.
El espacio aéreo está controlado desde el FIR de San Petersburgo (ICAO: ULLI).

## Pista
Cuenta con una pista de asfalto en dirección 02/20 de 1320x40 m (4331x131 pies). Esta pista permite la operación de aeronaves con un peso máximo al despegue de 24 toneladas.